# Adriana Benetti
Adriana Benetti (Ferrara, 5 dicembre 1919 – Roma, 24 febbraio 2016) è stata un'attrice e insegnante italiana.

## Biografia
Nata a Ferrara  nel quartiere di Quacchio, si diplomò presso l'Istituto Magistrale del capoluogo estense per approdare successivamente a Roma dove venne ammessa al Centro sperimentale di cinematografia. Durante la frequentazione dei suoi corsi fu scoperta da Vittorio De Sica, che la fece debuttare nel 1941 con il ruolo di protagonista in Teresa Venerdì. La sua carriera cinematografica ebbe da allora un'evoluzione folgorante e si svolse negli anni quaranta e cinquanta.
Fu diretta da Alessandro Blasetti nel celebre 4 passi fra le nuvole (1942) (successivamente studiato dagli allievi del Centro Sperimentale), dove si affiancò per la prima volta a Gino Cervi, e da Luigi Zampa in C'è sempre un ma! (1942). Recitò con Andrea Checchi e Aldo Fabrizi in Avanti c'è posto..., prima pellicola da protagonista di Fabrizi (1942), e con Massimo Serato e Vittorio Sanipoli in Quartieri alti di Mario Soldati (1943).
Dopo la guerra, nel 1945 prese parte a due film musicali, divenendo partner prima di Gino Bechi in Torna... a Sorrento, poi di Tito Gobbi in O sole mio. In seguito recitò con Fosco Giachetti ne Il sole di Montecassino (1946), con Eduardo e Titina De Filippo in Uno tra la folla (1946).
Fu diretta da Goffredo Alessandrini in Furia (1947), film in cui recitò nuovamente accanto a Cervi e in cui era presente Rossano Brazzi. Tornò sul set con Fabrizi in Tombolo, paradiso nero di Giorgio Ferroni (1947). Nel 1950 fu partner di Totò in 47 morto che parla.
Girò un film con Marc Allégret, Rondini in volo (1944), in cui ebbe accanto Bernard Blier e Gérard Philipe, e con Lucio De Caro in Manù il contrabbandiere (1947). Recitò anche in alcune pellicole spagnole e argentine, come I desperados della jungla verde di Hugo del Carril (1952).
Specializzata in ruoli caratterizzati da semplicità e ingenuità (era chiamata "fidanzatina" d'Italia per distinguerla da Assia Noris, che era definita la "fidanzata"), negli anni cinquanta, con l'affievolirsi delle caratteristiche che la contraddistinsero, diradò progressivamente le sue apparizioni cinematografiche. Interpretò la professoressa in Le diciottenni (1955, remake di Ore 9: lezione di chimica) e la fidanzata matura in A vent'anni è sempre festa (1957), film con il quale chiuse con il cinema.
Proprio per quell'aura di eterna ingenua che la contraddistinse e che la rese celebre, nel 1947 scandalizzò l'Italia dell'epoca posando in bikini per il settimanale Tempo illustrato.
Fu insegnante di lingua e letteratura inglese presso la scuola media di Tivoli Terme. Nella sua vita da insegnante, non amava menzionare la sua carriera artistica, tanto da farsi apostrofare come "professoressa Selvaggi", utilizzando il cognome da coniugata.
Il 26 febbraio 2016, con un necrologio apparso sul quotidiano La Repubblica, la figlia ne annunciò la morte all'età di 96 anni.

## Filmografia

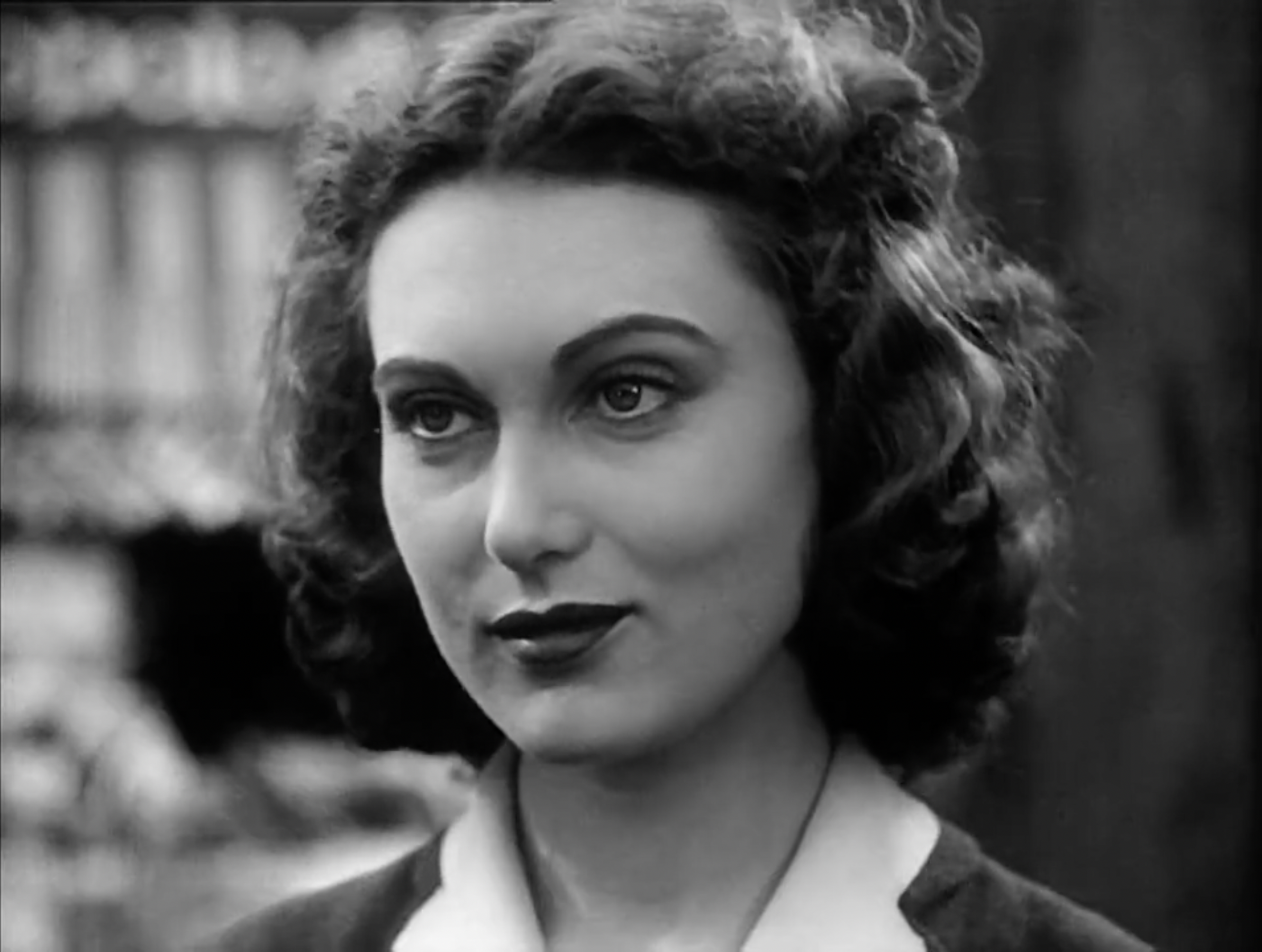
Adriana Benetti in Avanti c'è posto... (1942)

- Teresa Venerdì, regia di Vittorio De Sica (1941)
- Avanti c'è posto..., regia di Mario Bonnard (1942)
- 4 passi fra le nuvole, regia di Alessandro Blasetti (1942)
- Gente dell'aria, regia di Esodo Pratelli (1943)
- C'è sempre un ma!, regia di Luigi Zampa (1943)
- Rondini in volo, regia di Marc Allégret (1943)
- Tempesta sul golfo, regia di Gennaro Righelli (1943)
- Quartieri alti, regia di Mario Soldati (1945)
- O sole mio, regia di Giacomo Gentilomo (1945)
- Il sole di Montecassino, regia di Giuseppe Maria Scotese (1945)
- Torna... a Sorrento, regia di Carlo Ludovico Bragaglia (1945)
- Inquietudine, regia di Vittorio Carpignano ed Emilio Cordero (1946)
- Uno tra la folla, regia di Ennio Cerlesi (1946)
- Furia, regia di Goffredo Alessandrini (1947)
- Tombolo, paradiso nero, regia di Giorgio Ferroni (1947)
- Manù il contrabbandiere, regia di Lucio De Caro (1947)
- Llegada de noche, regia di J.A. Niever Condé (1949)
- Neutralidad, regia di Eusebio Fernández Ardavín (1949)
- La mujer de nadie, regia di Gonzalo Delgrás (1950)
- 47 morto che parla, regia di Carlo Ludovico Bragaglia (1950)
- Gli ultimi giorni di Pompei, regia di Marcel L'Herbier e Paolo Moffa (1951)
- Donde comienzan los pantanos, regia di Antonio Ber Ciani (1952)
- I desperados della jungla verde, regia di Hugo Del Carril (1953)
- Le due orfanelle, regia di Giacomo Gentilomo (1954)
- Le diciottenni, regia di Mario Mattoli (1955)
- A vent'anni è sempre festa, regia di Vittorio Duse (1957)

### Doppiatrici
- Rosetta Calavetta in Torna... a Sorrento
- Lydia Simoneschi in Tombolo, paradiso nero